# 2022년 동계 올림픽 쇼트트랙 여자 1500m
2022년 동계 올림픽 쇼트트랙 여자 1500m는 2022년 2월 16일 중화인민공화국 베이징 국가 스피드 스케이팅 체육장에서 진행됐다. 경기 결과 지난 대회 우승자인 대한민국의 최민정이 2연속 우승을 차지하였다. 최민정은 준결승전에서 2분 16초 831의 기록으로 12년 만에 올림픽 신기록을 달성하였다. 은메달은 이탈리아의 아리안나 폰타나 선수에게, 동메달은 네덜란드의 쉬자너 스휠팅 선수에게 돌아갔다.
지난 대회 금메달리스트 최민정과 동메달리스트 킴 부탱은 이번 대회에도 출전권을 따냈으나 은메달리스트인 중국의 리진위는 참가하지 않았다. 2021년 세계 쇼트트랙 선수권 대회에서는 1500m 종목을 비롯한 전 종목에서 네덜란드의 스휠팅 선수가 1위에 올랐으며, 코트니 새로와 산드라 벨제부르가 각각 2위와 3위를 차지했다. 다만 상위권 선수들 대부분이 이번 선수권 대회에 참가하지 않았다. 올림픽 직전 열린 2021-22 ISU 쇼트트랙 월드컵 1500m 종목의 네 차례 경기에서는 대한민국의 이유빈 선수가 우승을 차지했으며, 스휠팅과 새로 선수가 그 뒤를 이었다.
준준결승 1조 경기 당시, 시스템 오류로 전광판의 남은 바퀴 수가 표시되지 않는 미숙한 경기 운영으로 논란이 있었다. 대한민국의 최민정 선수가 당황스러운 표정으로 1위로 결승선에 들어오는 모습이 포착되었고, 경기가 끝나고 나서도 20분 넘게 결과 분석 중이라는 안내만 표시되었다. 1조의 경기 결과는 다른 조와는 달리 랩타임과 바퀴별 순위 등이 발표되지 않았다. 경기를 중계하던 이정수 KBS 해설위원은 "동네 시합도 아니고 미숙한 경기 운영이 이어지고 있다"고 지적했다.

## 출전권 예선
2021-22 ISU 쇼트트랙 월드컵의 여자 1500m 종목 경기 결과를 바탕으로 각국에 출전권이 부여되며, 상위 36위까지 올림픽에 진출한다. 국가당 최대 출전 선수 규모는 3명이다. 한 국가가 진출권을 반납할 시 그 다음 순위의 선수에게 기회가 양보되나, 한 성별당 최대 56명까지의 쿼터를 초과하지 않는 선에서만 이뤄진다.

## 기록
이번 대회 이전의 세계기록과 올림픽 기록은 다음과 같았다.
| 유형 | 선수         | 기록     | 장소                | 날짜             |
| ---- | ------------ | -------- | ------------------- | ---------------- |
|      | 최민정 (KOR) | 2:14.354 | 미국 솔트레이크시티 | 2016년 11월 12일 |
|      | 저우양 (CHN) | 2:16.993 | 캐나다 밴쿠버       | 2010년 2월 20일  |

이번 대회에서 다음과 같은 신기록이 세워졌다.
| 날짜     | 라운드     | 선수   | 국가     | 기록     | 유형 | 주    |
| -------- | ---------- | ------ | -------- | -------- | ---- | ----- |
| 2월 16일 | 준결승 3조 | 최민정 | 대한민국 | 2:16.831 | OR   | [ 5 ] |

## 결과

### 예선
| 순위 | 조 | 국가                    | 선수                 | 기록      | 주  |
| ---- | -- | ----------------------- | -------------------- | --------- | --- |
| 1    | 1  | 최민정                  | 대한민국             | 2:20.846  | Q   |
| 2    | 1  | 페트러 야서파티         | 헝가리               | 2:22.115  | Q   |
| 3    | 1  | 장위팅                  | 중화인민공화국       | 2:22.161  | Q   |
| 4    | 1  | 리아너 더프리스         | 네덜란드             | 2:22.244  | ADV |
| 5    | 1  | 아리안나 시겔           | 이탈리아             | 2:22.318  |     |
| 6    | 1  | 그웬돌린 도데           | 프랑스               | 2:23.607  |     |
| 1    | 2  | 김아랑                  | 대한민국             | 2:32.879  | Q   |
| 2    | 2  | 아리안나 폰타나         | 이탈리아             | 2:32.946  | Q   |
| 3    | 2  | 코린 스토더드           | 미국                 | 2:33.329  | Q   |
| 4    | 2  | 카밀라 스토르모프스카   | 폴란드               | 2:33.603  |     |
| 5    | 2  | 줄리 레타이             | 미국                 | 2:36.214  | ADV |
|      | 2  | 아나 사이델             | 독일                 |           | PEN |
| 1    | 3  | 크리스틴 산토스         | 미국                 | 2:21.027  | Q   |
| 2    | 3  | 산드라 펠제부르         | 네덜란드             | 2:21.148  | Q   |
| 3    | 3  | 기쿠치 스미레           | 일본                 | 2:23.359  | Q   |
| 4    | 3  | 다나에 블레             | 캐나다               | 기록 없음 |     |
|      | 3  | 조피어 코녀             | 헝가리               |           | PEN |
|      | 3  | 올가 티호노바           | 카자흐스탄           |           | PEN |
| 1    | 4  | 코트니 사로             | 캐나다               | 2:20.365  | Q   |
| 2    | 4  | 안나 보스트리코바       | 러시아 올림픽 위원회 | 2:21.113  | Q   |
| 3    | 4  | 한위퉁                  | 중화인민공화국       | 2:21.191  | Q   |
| 4    | 4  | 미하엘라 흐루조바       | 체코                 | 2:21.278  | q   |
| 5    | 4  | 발렌티나 아슈치치       | 크로아티아           | 2:21.456  |     |
| 6    | 4  | 티파니 위오마르샹       | 프랑스               | 2:23.784  |     |
| 1    | 5  | 킴 부탱                 | 캐나다               | 2:17.739  | Q   |
| 2    | 5  | 이유빈                  | 대한민국             | 2:17.851  | Q   |
| 3    | 5  | 친티아 마시트           | 이탈리아             | 2:20.268  | Q   |
| 4    | 5  | 기쿠치 유키             | 일본                 | 2:22.192  |     |
| 5    | 5  | 가미나가 시오네         | 일본                 | 2:22.261  |     |
| 6    | 5  | 율리아나 두브로바       | 우크라이나           | 2:26.832  |     |
| 1    | 6  | 쉬자너 스휠팅           | 네덜란드             | 2:18.810  | Q   |
| 2    | 6  | 하너 데스멋             | 벨기에               | 2:18.931  | Q   |
| 3    | 4  | 소피아 프로스비르노바   | 러시아 올림픽 위원회 | 2:19.432  | Q   |
| 4    | 6  | 장추퉁                  | 중화인민공화국       | 2:19.839  | q   |
| 5    | 5  | 나탈리아 말리셰프스카   | 폴란드               | 2:25.850  |     |
| 6    | 6  | 예카테리나 예프레멘코바 | 러시아 올림픽 위원회 | 기록 없음 |     |

### 준결승전
| 순위 | 조 | 국가                  | 선수                 | 기록      | 주     |
| ---- | -- | --------------------- | -------------------- | --------- | ------ |
| 1    | 1  | 이유빈                | 대한민국             | 2:22.157  | QA     |
| 2    | 1  | 아리안나 폰타나       | 이탈리아             | 2:22.196  | QA     |
| 3    | 1  | 킴 부탱               | 캐나다               | 2:22.371  | QB     |
| 4    | 1  | 김아랑                | 대한민국             | 2:22.420  | QB     |
| 5    | 1  | 소피아 프로스비르노바 | 러시아 올림픽 위원회 | 2:22.546  |        |
| 6    | 1  | 코린 스토더드         | 미국                 | 2:22.632  |        |
| 7    | 1  | 장추퉁                | 중화인민공화국       | 2:26.717  |        |
| 1    | 2  | 쉬자너 스휠팅         | 네덜란드             | 2:18.942  | QA     |
| 2    | 2  | 하너 데스멋           | 벨기에               | 2:19.001  | QA     |
| 3    | 2  | 친티아 마시트         | 이탈리아             | 2:20.272  | QB     |
| 4    | 2  | 미하엘라 흐루조바     | 체코                 | 2:21.386  | QB     |
| 5    | 2  | 크리스틴 산토스       | 미국                 | 2:31.067  | ADVB   |
| 6    | 2  | 기쿠치 스미레         | 일본                 | 기록 없음 | ADVB   |
|      | 2  | 페트러 야서파티       | 헝가리               |           | PEN    |
| 1    | 3  | 최민정                | 대한민국             | 2:16.831  | QA, OR |
| 2    | 3  | 한위퉁                | 중화인민공화국       | 2:17.112  | QA     |
| 3    | 3  | 산드라 펠제부르       | 네덜란드             | 2:18.303  | QA     |
| 4    | 3  | 코트니 사로           | 캐나다               | 2:18.316  | QB     |
| 5    | 3  | 리아너 더프리스       | 네덜란드             | 2:18.712  |        |
| 6    | 3  | 장위팅                | 중화인민공화국       | 2:18.741  |        |
| 7    | 3  | 안나 보스트리코바     | 러시아 올림픽 위원회 | 2:20.705  |        |
| 8    | 3  | 줄리 레타이           | 미국                 | 2:23.315  |        |

### 결승전

#### B조
| 순위 | 국가              | 선수     | 시간     | 비고 |
| ---- | ----------------- | -------- | -------- | ---- |
| 8    | 기쿠치 스미레     | 일본     | 2:37.915 |      |
| 9    | 크리스틴 산토스   | 미국     | 2:45.492 |      |
| 10   | 킴 부탱           | 캐나다   | 2:45.568 |      |
| 11   | 코트니 사로       | 캐나다   | 2:45.606 |      |
| 12   | 친티아 마시트     | 이탈리아 | 2:45.697 |      |
| 13   | 김아랑            | 대한민국 | 2:45.707 |      |
| 14   | 미하엘라 흐루조바 | 체코     | 2:46.664 |      |

#### A조
| 순위 | 국가            | 선수           | 기록     | 비고 |
| ---- | --------------- | -------------- | -------- | ---- |
| 1    | 최민정          | 대한민국       | 2:17.789 |      |
| 2    | 아리안나 폰타나 | 이탈리아       | 2:17.862 |      |
| 3    | 쉬자너 스휠팅   | 네덜란드       | 2:17.865 |      |
| 4    | 하너 데스멋     | 벨기에         | 2:18.711 |      |
| 5    | 산드라 펠제부르 | 네덜란드       | 2:18.781 |      |
| 6    | 이유빈          | 대한민국       | 2:18.825 |      |
| 7    | 한위퉁          | 중화인민공화국 | 2:19.060 |      |

## 범례
|  | 세계 신기록                  |  |                   | 아프리카 신기록 |                      | Q | 예선 통과 |
|  | 올림픽 신기록                |  | 북아메리카 신기록 | DNS             | 경기를 시작하지 않음 |   |           |
|  |                              |  | 아시아 신기록     | DNF             | 경기를 마치지 않음   |   |           |
|  | 국가 신기록                  |  | 유럽 신기록       | DSQ             | 실격                 |   |           |
|  | 개인 최고 기록 (개인 신기록) |  | 오세아니아 신기록 | WD              | 기권                 |   |           |
|  | 시즌 최고 기록 (시즌 신기록) |  | 남아메리카 신기록 | NM              | 기록 없음            |   |           |

### 쇼트트랙
| ADV | 피반칙으로 다음 라운드 진출 |  |  | QA | 결승전 A (메달 경쟁) |  |  | QB | 결승전 B (메달 없음) |